# Fox Entertainment Group
A Fox Entertainment Group Inc. foi uma empresa de entretenimento americana de propriedade da 21st Century Fox. Após a aquisição da 21st Century Fox pela Disney, os ativos do grupo foram divididos em várias unidades. Os estúdios 20th Century Fox, Fox Searchlight Pictures e Blue Sky Studios foram transferidos para a Disney Studios, enquanto o Fox Star Studios continuou na Star India.
Wilhem Fuchs veio para o Estados Unidos e mudou seu nome para William Fox, ele criou o original Fox Film Corporation, William Fox Virou presidente da Fox Film Corporation. Jim Gianopoulos era o presidente da Fox Entertainment Group, uma posição que ele dividia com Tom Rothman até 2012.
Seu antigo proprietário, 21st Century Fox, era anteriormente conhecido como News Corporation , que adquiriu todas as ações do Fox Entertainment Group em 2005. Em 2013, a News Corporation foi renomeada para 21st Century Fox e seus ativos de publicação foram divididos na recém-formada News Corp como parte de uma reorganização corporativa.

## História
A Fox Entertainment Group foi formado na década de 1990 após a compra da Metromedia que detinha estações independentes pelo estúdio de cinema 20th Century Fox, na época de propriedade conjunta da News Corporation do magnata autraliano Rupert Murdoch, e do bilionário Marvin Davis. Estas estações mais tarde se tornariam a rede de televisão Fox, que foi lançado em outubro de 1986, bem como a empresa (nomeado após a rede de TV) em si. Não muito tempo depois que o negócio foi feito, Murdoch adquiriu ações de Davis e a News Corp assumiu controle total da 20th Century Fox.
Em 1995, Saban entrou em uma joint venture com a rede de televisão infantil da Fox para formar Fox Kids Worldwide, que era mais conhecido pela série Power Rangers. Em 1997 ela foi renomeada Fox Family Worldwide. Em 23 de julho de 2001, foi anunciado que a Fox Family Worldwide  da News Corporation (agora ABC Family Worldwide Inc.) seria vendida para Disney e o empresário Haim Saban. Em 24 de outubro de 2001, a venda foi concluída.
Em setembro de 2013, a Fox Networks foi dividida em dois canais, com o novo canal FXX inclinando-se para espetáculos de comédia e o canal FX segmentação dos espectadores mais jovens.
Em 14 de dezembro de 2017 a Disney anunciou o acordo para adquirir parte da 21st century fox que inclui o Fox Entertainment Group, porem a aquisição ainda precisa de aprovação do governo.

## Divisões e Subsidiárias

### Motion picture
- 20th Century Fox Film Corporation
  - Fox 2000 Pictures
  - Fox International Productions
  - Fox Searchlight Pictures
  - 20th Century Fox Animation
  - Blue Sky Studios
  - FPT Communications
  - Fox Studios
- Fox Studios Australia
- 20th Century Fox Español
- 20th Century Fox Internacional
- 20th Century Fox Home Entertainment
- Fox Atomic (antigo)
- Fox Animation Studios (antigo)
- Fox Star Studios

### Produção televisiva e distribuição
- 20th Century Fox Television
- Fox 21 Television Studios (unidade de estúdio de televisão)
- Fox Mundial (unidade de televisão ex-realidade)
- 20th Television (unidade de distribuição) (20th Century Fox International Television, unidade de distribuição global)
- Foxstar Productions (filme de TV e aparelho de documentário)
- FNM Films
- Lab Fox
- FX Productions
- Zero Day Fox

### Outros
- FoxNext
- Hulu (30%)
- National Geographic Partners (73%)
- Fox Digital Entertainment
- Fox VFX Labs
- Fox Broadcasting Company
- Fox Television Stations

## Série de Filmes agora direitos da Disney Company
| Data de Lançamento            | Título        | Notas                                                         |
| ----------------------------- | ------------- | ------------------------------------------------------------- |
| Doze é demais                 | 1950-2005     |                                                               |
| Planeta dos Macacos           | 1968-presente |                                                               |
| Star Wars                     | 1977-2005     | Direitos Transferidos para a Disney                           |
| Alien                         | 1979-presente |                                                               |
| Os Deuses devem está Loucos   | 1980-1989     |                                                               |
| O Predador                    | 1987-presente |                                                               |
| Duro de Matar                 | 1988-presente |                                                               |
| Big Momma's House             | 2000-2011     |                                                               |
| X-Men                         | 2000-presente |                                                               |
| A Era do Gelo                 | 2002-presente |                                                               |
| Quarteto Fantástico - O Filme | 2005-presente |                                                               |
| Uma noite no Museu            | 2006–2014     |                                                               |
| Alvin e os Esquilos           | 2007-presente | co-produção com Bagdasarian Productions & Regency Enterprises |
| Busca Implacável              | 2008-presente | co-produção com EuropaCorp                                    |
| Avatar                        | 2009-presente |                                                               |
| Percy Jackson                 | 2010-presente |                                                               |
| Diário de um Banana           | 2010-2012     |                                                               |
| Rio                           | 2011-2014     |                                                               |
| Kingsman                      | 2014-presente |                                                               |

## Ligações Externas
- «Sítio oficial»
- MundoFox.com
- 21st Century Fox - empresa-mãe da Fox Entertainment Group
- Fox Careers - site de carreiras da Fox Entertainment Group